# Eurata cingulata
Eurata cingulata là một loài bướm đêm thuộc phân họ Arctiinae, họ Erebidae.